# Eket
Eket är en tätort i Örkelljunga kommun och kyrkby i Rya socken i Skåne, belägen längs motorvägen på E4 cirka sex kilometer söder om centralorten Örkelljunga.
Rya kyrka ligger i Eket.

## Befolkningsutveckling
| Befolkningsutvecklingen i Eket 1960–2020 | Befolkningsutvecklingen i Eket 1960–2020 | Befolkningsutvecklingen i Eket 1960–2020 | Befolkningsutvecklingen i Eket 1960–2020 | Befolkningsutvecklingen i Eket 1960–2020 |
| ---------------------------------------- | ---------------------------------------- | ---------------------------------------- | ---------------------------------------- | ---------------------------------------- |
|                                          |                                          |                                          |                                          |                                          |
| År                                       |                                          |                                          | Folkmängd                                | Areal (ha)                               |
| 1960                                     | 1960                                     |                                          | 350                                      |                                          |
| 1965                                     | 1965                                     |                                          | 406                                      |                                          |
| 1970                                     | 1970                                     |                                          | 444                                      |                                          |
| 1975                                     | 1975                                     |                                          | 483                                      |                                          |
| 1980                                     | 1980                                     |                                          | 482                                      |                                          |
| 1990                                     | 1990                                     |                                          | 459                                      | 72                                       |
| 1995                                     | 1995                                     |                                          | 448                                      | 73                                       |
| 2000                                     | 2000                                     |                                          | 448                                      | 73                                       |
| 2005                                     | 2005                                     |                                          | 448                                      | 73                                       |
| 2010                                     | 2010                                     |                                          | 409                                      | 75                                       |
| 2015                                     | 2015                                     |                                          | 412                                      | 109                                      |
| 2020                                     | 2020                                     |                                          | 434                                      | 102                                      |
|                                          |                                          |                                          |                                          |                                          |

## Näringsliv
Många i Eket jobbar på Ekets Precision, som är en stor fabrik där.

## Idrott
I orten finns idrottsföreningen Ekets GoIF, bildad 1943. De spelar på Ryavallen som ligger strax utanför Eket.  På andra sidan av Eket ligger Woodlands Golf & Country Club. Golfbanan invigdes 1991 och består av tre 9-håls-slingor.  